# يوليا فيشر (منافس ألعاب قوى)
جوليا فيشر (بالألمانية: Julia Harting)‏ (و. 1990  م) هي منافسة ألعاب القوى ألمانية، ولدت في برلين، شاركت في الألعاب الأولمبية الصيفية 2012، وألعاب القوى في الألعاب الأولمبية الصيفية 2016.

## روابط خارجية
- جوليا فيشر على موقع الاتحاد الدولي لألعاب القوى (الإنجليزية)
- جوليا فيشر على موقع الاتحاد الألماني لألعاب القوى (الألمانية)
- جوليا فيشر على موقع الدوري الماسي (الإنجليزية)
- جوليا فيشر على موقع اللجنة الأولمبية الدولية (الإنجليزية)
- جوليا فيشر على موقع أوليمبيديا (الإنجليزية)
- جوليا فيشر على موقع اللجنة الأولمبية الألمانية (الألمانية)